# هانس كامب
هانس كامب (بالهولندية: Hans Kamp)‏ هو لغوي وفيلسوف هولندي، ولد في 5 سبتمبر 1940 في Den Burg ‏ في هولندا.